# Santana de Parnaíba
23°26′38″N 46°55′4″T / 23,44389°N 46,91778°T

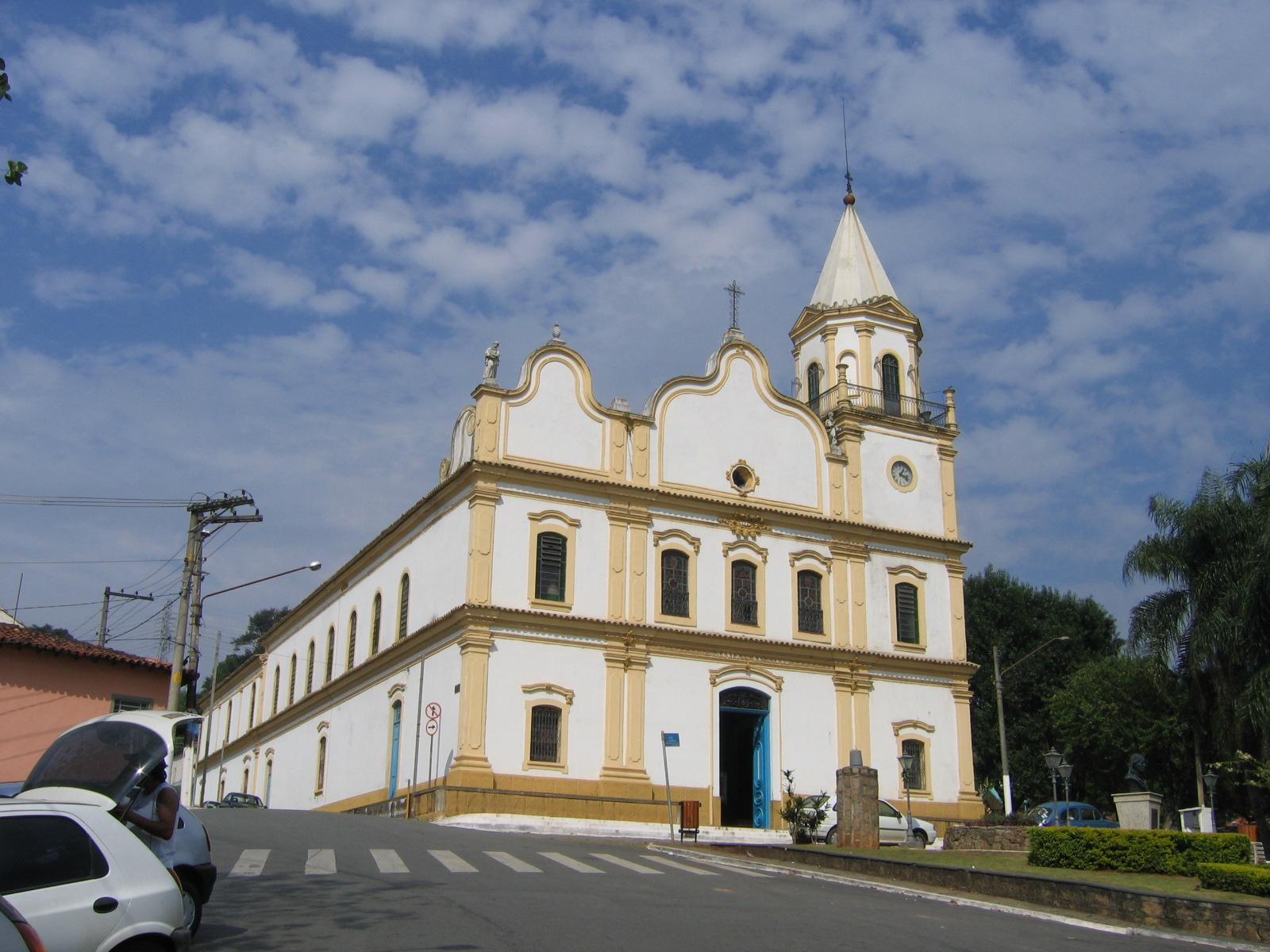
Nhà thờ ở Santana de Parnaíba

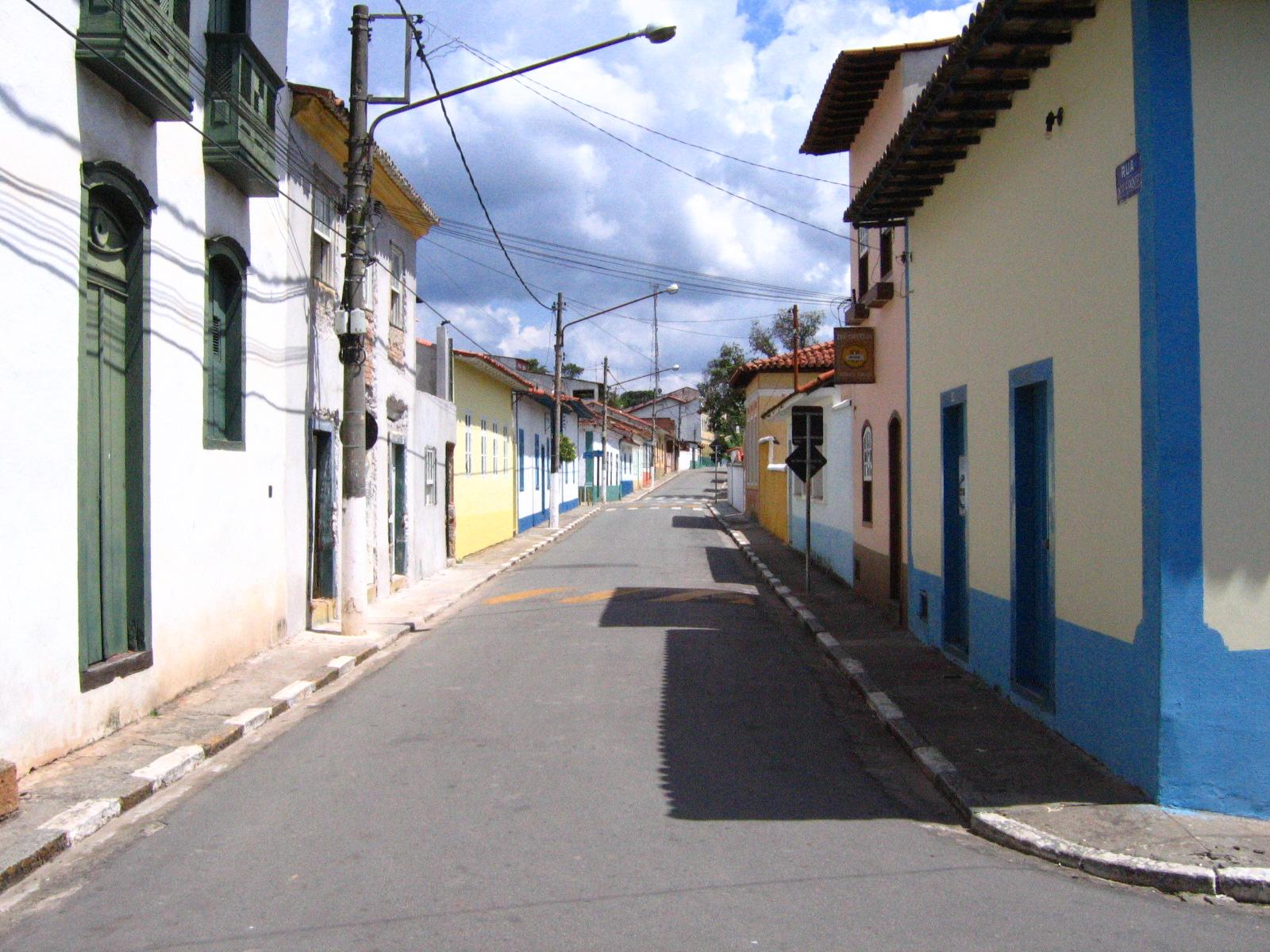
Trung tâm cũ của Santana de Parnaíba

Santana de Parnaíba là một đô thị ở bang São Paulo ở Brasil. Đô thị này có dân số (năm 2003) là 86.247 người và diện tích 184 km². Đô thị này được thành lập năm 1625.
Phần đuôi của tên gọi là một từ lấy từ tiếng Anh-điêng.
Theo co số thống kê năm 2000, đô thị này có dân số 74.828, trong đó dân số đô thị 74.828, nam giới 37.290, nữ giới 37.538, mật độ dân số 413.19 người/km2, tuổi thọ bình quân 71,35 năm.